# Rebekah Keat
Rebekah Keat (* 20. Februar 1978 in Albury) ist eine ehemalige Triathletin aus Australien. Sie ist Junioren-Weltmeisterin Duathlon (1997), Junioren-Vize-Weltmeisterin Triathlon (1998), Vize-Weltmeisterin auf der Triathlon-Langdistanz (2009) und zweifache Ironman-Siegerin (2007, 2010). Sie wird in der Bestenliste der Triathletinnen auf der Ironman-Distanz geführt.

## Werdegang
1997 wurde die 19-jährige Keat Junioren-Weltmeisterin im Duathlon in Spanien.
1998 wurde sie Triathlon-Vize-Weltmeisterin bei den Juniorinnen in Lausanne.

### Dopingsperre 2004
2004 gewann sie bei ihrem ersten Start über die Langdistanz den Ironman Western Australia – wurde aber nach dem Rennen aufgrund positiver Doping-Ergebnisse disqualifiziert und für zwei Jahre gesperrt. Spätere Untersuchungen brachten Hinweise auf verunreinigte Nahrungsergänzungsmittel.
Rebekah Keat gewann 2007 in Australien das Rennen über die Langdistanz (3,86 km Schwimmen, 180 km Radfahren und 42,195 km Laufen). Bei der Challenge Roth im Juli 2009 setzte sie mit dem zweiten Rang und ihrer Zeit von 8:39:24 h hinter Chrissie Wellington die zweitschnellste je auf der Ironman-Distanz erzielte Zeit. Sie wurde trainiert von Brett Sutton.
Im Oktober 2009 wurde sie in Perth Vize-Weltmeisterin auf der Langdistanz. Im August 2010 gewann sie in Kentucky ihr zweites Ironman-Rennen. Von 2009 bis 2011 startete Keat als Profi-Athletin für das TeamTBB.
Seit Januar 2015 ist sie mit der Trainerin Siri Lindley verheiratet und sie arbeitet als Trainerin und Coach für das Team des Sirius Tri Clubs.

## Sportliche Erfolge
| Datum/Jahr    | Rang | Wettbewerb                                    | Austragungsort        | Zeit     | Bemerkung                                                                          |
| ------------- | ---- | --------------------------------------------- | --------------------- | -------- | ---------------------------------------------------------------------------------- |
| 15. Nov. 2015 | 1    | Challenge Shepparton                          | Shepparton            | 04:13:47 |                                                                                    |
| 5. Apr. 2015  | 8    | Ironman 70.3 Putrajaya                        | Putrajaya             | 05:00:45 |                                                                                    |
| 8. Feb. 2015  | 2    | Ironman 70.3 Geelong                          | Geelong               | 04:20:03 |                                                                                    |
| 9. Nov. 2014  | 6    | Ironman 70.3 Mandurah                         | Mandurah              | 04:11:00 | hinter der Siegerin Annabel Luxford                                                |
| 15. Juni 2014 | 4    | Ironman 70.3 Boulder                          | Boulder               | 04:13:23 |                                                                                    |
| 3. Mai 2014   | 6    | Ironman 70.3 St. George                       | St. George            | 04:25:22 | US-Championships                                                                   |
| 15. Dez. 2013 | 1    | Ironman 70.3 Canberra                         | Canberra              | 04:25:57 |                                                                                    |
| 17. Nov. 2013 | 1    | Ironman 70.3 Shepparton                       | Shepparton            | 04:13:04 |                                                                                    |
| 18. Nov. 2012 | 1    | Ironman 70.3 Shepparton                       | Shepparton            |          |                                                                                    |
| 7. Mai 2011   | 3    | Ironman 70.3 Busselton                        | Busselton             | 04:15:55 | [ 4 ]                                                                              |
| 8. Jan. 2011  | 6    | Port of Tauranga Half Ironman                 | Tauranga              | 04:26:33 | [ 5 ]                                                                              |
| 14. Nov. 2010 | 1    | Shepparton Campbell's Half Ironman Triathlon  | Shepparton            | 04:17:22 | Sieg vor Nicole Ward                                                               |
| 13. Juni 2010 | 1    | Challenge France                              | Niederbronn-les-Bains | 04:22:16 | Sieger auf der Mitteldistanz (1,9 km Schwimmen, 90 km Radfahren, 21,1 km Laufen)   |
| 6. Juni 2010  | 1    | Challenge Kraichgau                           | Kraichgau             | 04:27:28 | Sieg und Titelverteidigung                                                         |
| 9. Jan. 2010  | 3    | Port of Tauranga Half Ironman                 | Tauranga              | 04:19:10 | 2 km Schwimmen, 90 km Radfahren und 21,1 km Laufen                                 |
| 13. Dez. 2009 | 3    | Canberra Half Ironman Triathlon               | Canberra              | 04:39:02 | nach Fehlstart auf dem dritten Rang                                                |
| 14. Juni 2009 | 1    | Challenge Kraichgau                           | Kraichgau             | 04:32:58 | Sieg über die Mitteldistanz                                                        |
| 7. Juni 2009  | 1    | Challenge France                              | Niederbronn-les-Bains | 04:27:12 | Sieg über die Mitteldistanz (1,9 km Schwimmen, 90 km Radfahren und 21,1 km Laufen) |
| Feb. 2009     | 3    | Ironman 70.3 Geelong                          | Geelong               |          |                                                                                    |
| 2008          | 1    | Busselton Half Ironman                        | Busselton             |          | an der australischen Westküste                                                     |
| 2008          | 1    | Ironman 70.3 Singapore                        | Singapur              | 04:25:43 |                                                                                    |
| 2008          | 2    | Ironman 70.3 Geelong                          | Geelong               | 04:27:14 | zweiter Rang hinter ihrer Landsfrau Mirinda Carfrae im Februar 2008                |
| 2006          | 3    | Port of Tauranga Half Ironman                 | Tauranga              |          |                                                                                    |
| 3. Okt. 2004  | 1    | Gold Coast Half Ironman                       | Queensland            | 04:25:36 |                                                                                    |
| Jan. 2004     | 1    | Port of Tauranga Half Ironman                 | Tauranga              |          | Rebekah Keat konnte hier bereits den dritten Sieg in Folge erzielen.               |
| Dez. 2003     | 3    | Laguna Phuket Triathlon                       | Phuket                |          |                                                                                    |
| 5. Okt. 2003  | 1    | Gold Coast Half Ironman                       | Queensland            | 04:30:20 |                                                                                    |
| 2003          | 1    | Port of Tauranga Half Ironman                 | Tauranga              |          |                                                                                    |
| 2002          | 1    | Port of Tauranga Half Ironman                 | Tauranga              |          |                                                                                    |
| 30. Aug. 1998 | 2    | ITU Triathlon World Championship Junior Women | Lausanne              | 02:13:51 | Junior Triathlon Vize-Weltmeisterin                                                |
| 16. Nov. 1997 | 4    | ITU Triathlon World Championship Junior Women | Perth                 | 02:09:39 | Junior Triathlon Weltmeisterschaft                                                 |
| 24. Aug. 1996 | 1    |                                               | Cleveland             | 02:04:26 | Junior Woman B, World Triathlon Champion                                           |

| Datum/Jahr    | Rang | Wettbewerb                                     | Austragungsort | Zeit     | Bemerkung |
| ------------- | ---- | ---------------------------------------------- | -------------- | -------- | --- |
| 12. Juni 2016 | 5    | Ironman Cairns                                 | Cairns         | 09:43:55 | [ 10 ] |
| 12. Okt. 2013 | DNF  | Ironman Hawaii                                 | Hawaii         | –        | |
| 18. Aug. 2013 | 2    | Ironman Mont-Tremblant                         | Québec         | 09:16:55 | |
| 9. Dez. 2012  | 2    | Ironman Western Australia                      | Busselton      | 09:14:39 | |
| 13. Okt. 2012 | 13   | Ironman Hawaii                                 | Hawaii         | 09:43:43 | |
| 11. Aug. 2012 | 2    | Ironman New York                               | New York City  | 09:13:24 | |
| 14. Aug. 2011 | 1    | Challenge Copenhagen                           | Kopenhagen     | 08:52:42 | erfolgreiche Titelverteidigung in Kopenhagen                                                                                            |
| 10. Juli 2011 | 3    | Challenge Roth                                 | Roth           |          | |
| 5. Juni 2011  | 1    | Challenge Cairns                               | Cairns         | 09:26:31 | [ 11 ] |
| 5. Dez. 2010  | 2    | Ironman Western Australia                      | Busselton      | 09:22:37 | [ 12 ] |
| 29. Aug. 2010 | 1    | Ironman Louisville                             | Louisville     | 09:33:15 | [ 13 ] |
| 15. Aug. 2010 | 1    | Challenge Copenhagen                           | Kopenhagen     | 08:54:36 | Sieg über die Langdistanz bei der Erstauflage in Dänemark                                                                               |
| 18. Juli 2010 | 2    | Challenge Roth                                 | Roth           | 08:52:10 | |
| 28. März 2010 | 2    | Ironman Australia                              | Port Macquarie | 09:33:10 | Zweite hinter der Ironman-Debutantin Carrie Lester aus Australien                                                                       |
| 13. März 2010 | 9    | Abu Dhabi International Triathlon              | Abu Dhabi      | 07:29:13 | 3 km Schwimmen, 200 km Radfahren und 20 km Laufen                                                                                       |
| 16. Jan. 2010 | 2    | Challenge Wanaka                               | Wanaka         | 09:30:11 | |
| 25. Okt. 2009 | 2    | ITU World Long Distance Triathlon Championship | Perth          | 04:18:49 | zweiter Rang und Vize-Weltmeisterin hinter der Britin Jodie Swallow                                                                     |
| 10. Okt. 2009 | DSQ  | Ironman Hawaii                                 | Hawaii         | –        | Rebekah Keat erreichte den 5. Rang (9:30:28 Stunden), wurde aber wegen Regelverstössen auf der Radstrecke nachträglich disqualifiziert. |
| 12. Juli 2009 | 2    | Challenge Roth                                 | Roth           | 08:39:24 | persönliche Bestzeit auf der Ironman-Distanz                                                                                            |
| 2009          | 2    | Ironman Australia                              | Port Macquarie |          | Zweite hinter der Britin Chrissie Wellington                                                                                            |
| 13. Juli 2008 | 5    | Challenge Roth                                 | Roth           | 09:02:34 | |
| 1. Apr. 2007  | 1    | Ironman Australia                              | Port Macquarie | 09:12:59 | erster Sieg auf der Triathlon-Langdistanz                                                                                               |
| 2004          | DSQ  | Ironman Western Australia                      | Busselton      | –        | Die Siegerin Rebekah Keat wurde nach einem positiven Doping-Test disqualifiziert (Zeit: 09:03 Stunden).                                 |

| Datum/Jahr | Rang | Wettbewerb                                   | Austragungsort | Zeit | Bemerkung                          |
| ---------- | ---- | -------------------------------------------- | -------------- | ---- | ---------------------------------- |
| 1997       | 1    | ITU Duathlon World Championship Junior Women | Gernika        |      | Junioren-Weltmeisterin im Duathlon |

(DNF – Did Not Finish; DSQ – Disqualifiziert)